# Corticotomus testaceus
Corticotomus testaceus is een keversoort uit de familie schorsknaagkevers (Trogossitidae). De wetenschappelijke naam van de soort werd in 1997 gepubliceerd door Roger Dajoz.